# Андреас Дзимас
Андреас Дзимас, известен с псевдонима си Василис Самариниотис (на гръцки: Ανδρέας Τζήμας, Βασίλης Σαμαρινιώτης, тоест Василис Самарински), е гръцки политик, лидер на Комунистическата партия на Гърция, участник в Съпротивителното движение по време на окупацията през Втората световна война, както и в Гражданската война, политически комисар на Националния фронт за освобождение (EAM), член на триумвирата на Гръцката народна освободителна армия (ЕЛАС) заедно с Арис Велухиотис и Стафанос Сарафис.

## Биография
Дзимас е роден в 1909 година в град Костур във влашкото семейство на съдията, а по-късно адвокат от Самарина Димитриос Дзимас. Избран е за депутат от Лерин на последните междувоенни избори в 1936 година от опозиционния Всенароден фронт, създаден от КПГ. След забраната на фронта е арестуван и затворен в Акронавплия. След разгрома на Гърция от Нацистка Германия през април 1941 година на 30 юни е сред 27-те комунистически затворници, предимно от български произход, които са освободени по настояване на Солунския български клуб пред германските окупационни власти. Това става след като те декларират пред властите български произход. След освобождението си заедно с Андрей Чипов и Костас Лазаридис - също освободени от затвора, както и с Петрос Русос, Панделис Карагицис и Хриса Хадзивасилиу на среща през юли 1941 година, която по-късно е наречена VI пленум на ГКП, съставят нов Централен комитет на КПГ. През юли 1943 година заедно със Стефанос Сарафис подписват от името на ЕЛАС Споразумението на националните сили. През май 1944 година е избран за член на Националното събрание от Лерин.
Преди края на войната изпада в немилост, след като по своя инициатива подписва споразумение за сътрудничество с югославските партизани. След освобождението участва като политически секретар на ЕЛАС и представител на ЕАМ в мисията на КПГ, начело с Петрос Русос в Югославия, която има за цел да проучи отношението на Тито към евентуален конфликт на ЕАМ с правителствените сили.
След Гражданската война в Гърция емигрира в Унгария. Умира в Прага, Чехословакия на 1 декември 1972 година.